# Ervín Kukuczka
Ervín Kukuczka (též Erwin, 27. května 1944 Jistebná, Polsko – 30. června 2022 Ústí nad Orlicí) byl český duchovní Československé církve husitské, básník a publicista, v letech 1994 až 2006 zastupitel města Ústí nad Orlicí, v letech 2011 až 2017 člen Rady Českého rozhlasu.

## Život
Narodil se na Těšínsku. Jeho matka Marie trpěla tuberkulózou (v roce 1946 jí podlehla), a tak byl krátce po porodu poslán do německého výchovného ústavu. Domů se vrátil až po válce. Dětství prožil v Jablunkově, bylo však poznamenáno napjatými vztahy s otcem Karlem a zejména s macechou. Vše vyvrcholilo odchodem otce v Kukuczkových 13 letech. Po dokončení osmiletky se přihlásil na Odborné učiliště pracovních záloh v Třinci, kde v letech 1958 až 1961 vystudoval obor hutník-ocelář.
Po absolvování prezenční vojenské služby nastoupil do zaměstnání v Třineckých železárnách. Po třech letech však byl kvůli svému vystoupení na celopodnikové schůzi propuštěn a odešel do Prahy. Dostal se do prostředí Divadla Orfeus, kde v letech 1967 až 1969 působil jako herec. V tomto prostředí se seznámil s jednou z vůdčích postav undergroundu, a to Egonem Bondym. Vzniklo tak mnohaleté přátelství.
Po Srpnu 68 se zapojil do odporu proti okupantům. V roce 1969 nastoupil na Husovu československou bohosloveckou fakultu v Praze, studia však byl nucen přerušit. Přesídlil do Svitav, kde v letech 1970 až 1971 pracoval jako dělník v textilce Vigona. Následně se vrátil do Prahy a v letech 1971 až 1974 byl zaměstnaný jako ošetřovatel v Psychiatrické léčebně v Bohnicích. Při nočních službách opisoval a ve vlastní samizdatové edici Louč vydával díla Jaroslava Seiferta, Jana Skácela, Oldřicha Mikuláška, Anny A. Achmatovové či Egona Bondyho.
V roce 1974 se oženil s Lidmilou Řehákovou, farářkou Církve československé husitské, a přestěhovali se do Hostinného. V letech 1974 až 1976 tak Kukuczka pracoval jako ošetřovatel na interním oddělení Nemocnice ve Vrchlabí. Seznámil se s Václavem Havlem a několikrát byl hostem na Hrádečku. V roce 1976 byl s pomocí královéhradeckého biskupa Josefa Pochopa přijat jako kazatel pro náboženskou obec Vrchlabí.
V roce 1978 mu hrozila ztráta státního souhlasu pro výkon duchovenské služby kvůli svým kontaktům na underground, a proto byl raději přeložen do Hlinska v Čechách. O čtyři roky později se i se ženou přestěhoval do Ústí nad Orlicí a byl ustanoven kazatelem v Žamberku a Nekoři. Na konci 80. let dálkově dokončil bohoslovecká studia a v roce 1989 byl vysvěcen na kněze. Od stejného roku sloužil v Žamberku a Nekoři jako farář Církve československé husitské.
Angažoval se v kulturním a duchovním životě v Ústí nad Orlicí, publikoval v regionálním tisku, organizoval literární pásma Putování za duší, vydával svá i cizí díla v edici Louč. V 90. letech začal dělat koláže. Aktivně se domluvil polsky i rusky.

## Politická angažovanost
V Listopadu 89 se aktivně zapojil do tehdejších událostí, vystoupil s projevem na orlickoústeckém náměstí, angažoval se v Občanském fóru. V komunálních volbách v roce 1994 byl zvolen jako nestraník za ODS zastupitelem města Ústí nad Orlicí. Mandát obhájil jak ve volbách roku 1998 (nestraník za Sdružení nezávislých kandidátů), tak ve volbách roku 2002 (nestraník za Sdružení nezávislých a Občanského klubu pro město Ústí nad Orlicí).
Ve volbách do Senátu PČR v roce 2004 kandidoval jako nestraník za SNK-ED v obvodu č. 46 – Ústí nad Orlicí. Získal 6,32 % hlasů a skončil tak na 5. místě.
V červnu 2011 byl zvolen Poslaneckou sněmovnou PČR členem Rady Českého rozhlasu, získal 86 hlasů ze 171 možných. V březnu 2017 se rozhodl obhajovat post člena Rady Českého rozhlasu, jelikož v červnu 2017 mu skončilo funkční období. V následné volbě však neuspěl.